# Caristianus fopingensis
Caristianus fopingensis är en insektsart som beskrevs av Chou, Yuan och Wang 1994. Caristianus fopingensis ingår i släktet Caristianus och familjen vedstritar. Inga underarter finns listade i Catalogue of Life.